# Gerd Löffler (Politiker, 1939)
Gerd Löffler (* 30. Mai 1939 in Bremen) ist ein deutscher Physiker und ehemaliger Politiker (CDU). Er gehörte der Hamburgischen Bürgerschaft als ehrenamtlicher Abgeordneter von 1978 bis 1991 an. Von 1976 bis 1989 war er Spion der Militäraufklärung der NVA der DDR. 1994 wurde er zu einer zweieinhalbjährigen Freiheitsstrafe verurteilt.

## Leben
Gerd Löffler wurde 1965 CDU-Mitglied. 1973 bis 1991 war er geschäftsführender Gesellschafter der kleinen in Hamburg ansässigen EDV-"Systemtechnik GmbH". Außerdem arbeitete er als EDV-Gutachter für die Handelskammer Hamburg und war nebenberuflich Lehrkraft für Mathematik und Physik an der Bundeswehrfachschule Hamburg.
Von 1978 bis 1991 war er Mitglied der Hamburgischen Bürgerschaft. In dieser Zeit war der an der Hamburger Universität promovierte Physiker Experte seiner Fraktion für Fragen des Umweltschutzes und der Energiepolitik. Er war 1978 der erste Vorsitzende des neu eingerichteten Umweltausschusses der Bürgerschaft und übte diese Tätigkeit als Vorsitzender oder als Schriftführer dieses Ausschusses bis zum Herbst 1990 aus.
Von 1976 bis 1989 war er unter dem Decknamen „Händler“ als Agent der Militäraufklärung der NVA der DDR tätig. Der Deckname war Löffler bis 1989 nicht bekannt.
Am 4. September 1990 durchsuchten Beamte des BKA sein Abgeordnetenbüro, nachdem die Präsidentin der Hamburger Bürgerschaft, Helga Elstner, wegen der Eilbedürftigkeit ihre Zustimmung zu der Durchsuchung gegeben hatte. Diese Sondervollmacht war umstritten und gibt es heute nicht mehr. Am folgenden Tag hob die Bürgerschaft die parlamentarische Immunität des Abgeordneten auf. Wenige Minuten später wurde Löffler vorläufig festgenommen. Gegen die Zahlung einer von zwei Hamburger CDU-Mitgliedern bereitgestellten Kaution von 50.000,- DM wurde er nach 70 Tagen aus der Untersuchungshaft entlassen.
Mit Ende der 13. Legislaturperiode (1991) schied Löffler aus der Bürgerschaft aus. Die Präsidentin bedankte sich im Namen des Parlaments für seine Tätigkeit als Abgeordneter.
Ein nach der Durchsuchung eingereichtes Organstreitverfahren Löfflers gegen die Aufhebung seiner Immunität beim Bundesverfassungsgericht wurde sieben Jahre nach ihrer Einreichung 1997 vorrangig aus formalen Gründen abgelehnt.
Löffler ignorierte das Ausreiseverbot und entzog sich im August 1991 durch die Flucht nach Österreich der Strafverfolgung in Deutschland. Hierdurch verfiel die Kaution.
In Österreich genoss Löffler eine vom Verwaltungsgerichtshof 1992 festgestellte Aufenthaltserlaubnis und ein Auslieferungsverbot als politisch Verfolgter. Nachdem er zur Erledigung von Formalitäten am 25. Juli 1994 zum österreichischen Zollamt nahe dem Grenzübergang Großgmain bestellt worden war, wurde er dort, auf dem Staatsgebiet Österreichs, durch deutsche Beamte aufgegriffen und in die Bundesrepublik verschleppt und dort verhaftet. Der österreichische Zollamtsleiter protestierte bei der deutschen Grenzpolizei unmittelbar gegen diese Vorgehensweise vergeblich. Zwischenstaatliche Verstimmungen auf diplomatischer Ebene waren die Folge.
Am 29. November 1994 wurde er wegen geheimdienstlicher Tätigkeit gemäß § 99 StGB zu einer zweieinhalbjährigen Freiheitsstrafe verurteilt. Seit seiner vorzeitigen Haftentlassung im Sommer 1995 hat er seinen Wohnsitz wieder in Österreich und lebt am Wörthersee.
Von 1995 bis zur Auflösung des Vereins 2022 war er Mitglied der „Initiativgruppe Kundschafter des Friedens fordern Recht (IKF) e.V.“
Seit 2008 ist er als Wissenschaftshistoriker in Österreich tätig. Mit Forschungen zum Thema Carl Auer von Welsbach wurde Löffler im Januar 2015 an der Universität Klagenfurt zum Dr. phil. promoviert.
In seiner Hamburger Zeit war er verheiratet. Hieraus stammen zwei Söhne.

## Schriften (Auswahl)
- Carl Auer von Welsbach und sein Beitrag zur frühen Radioaktivitätsforschung und Quantentheorie. Auer von Welsbach-Forschungsinstitut, Althofen 2015, ISBN 978-3-200-04400-5.
- Pionier der seltenen Erden. In: Nachrichten aus der Chemie 9/2008, S. 889–892
- Das waren noch Zeiten. Ein agenturischer Mitarbeiter zwischen den Elbmetropolen. in: Bernd Biedermann, Harry Schreyer, Bodo Wegmann (Hgg.): Die Militäraufklärung der NVA – Ehemalige Aufklärer berichten. Köster, Berlin 2007, ISBN 978-3-89574-660-4, S. 157–162.
- Kurzschluß: Energie-Situation in Hamburg; Gedanken zu einem Konzept. Schultheis Verlag, Hamburg 1981.
- Produktion von rho o-Mesonen an Wasserstoff mit linear polarisierten Photonen im Energiebereich zwischen 2. - 2.4 GeV, Hamburg, Univ., Diss., 1970.